# Trollblumen
Die Trollblumen (Trollius) sind eine Pflanzengattung in der Familie der Hahnenfußgewächse (Ranunculaceae). Die etwa 30 Arten gedeihen in den gemäßigten bis arktischen Gebieten der Nordhalbkugel in Eurasien und Nordamerika. Die einzige in Europa heimische Art ist die Trollblume (Trollius europaeus).

## Beschreibung

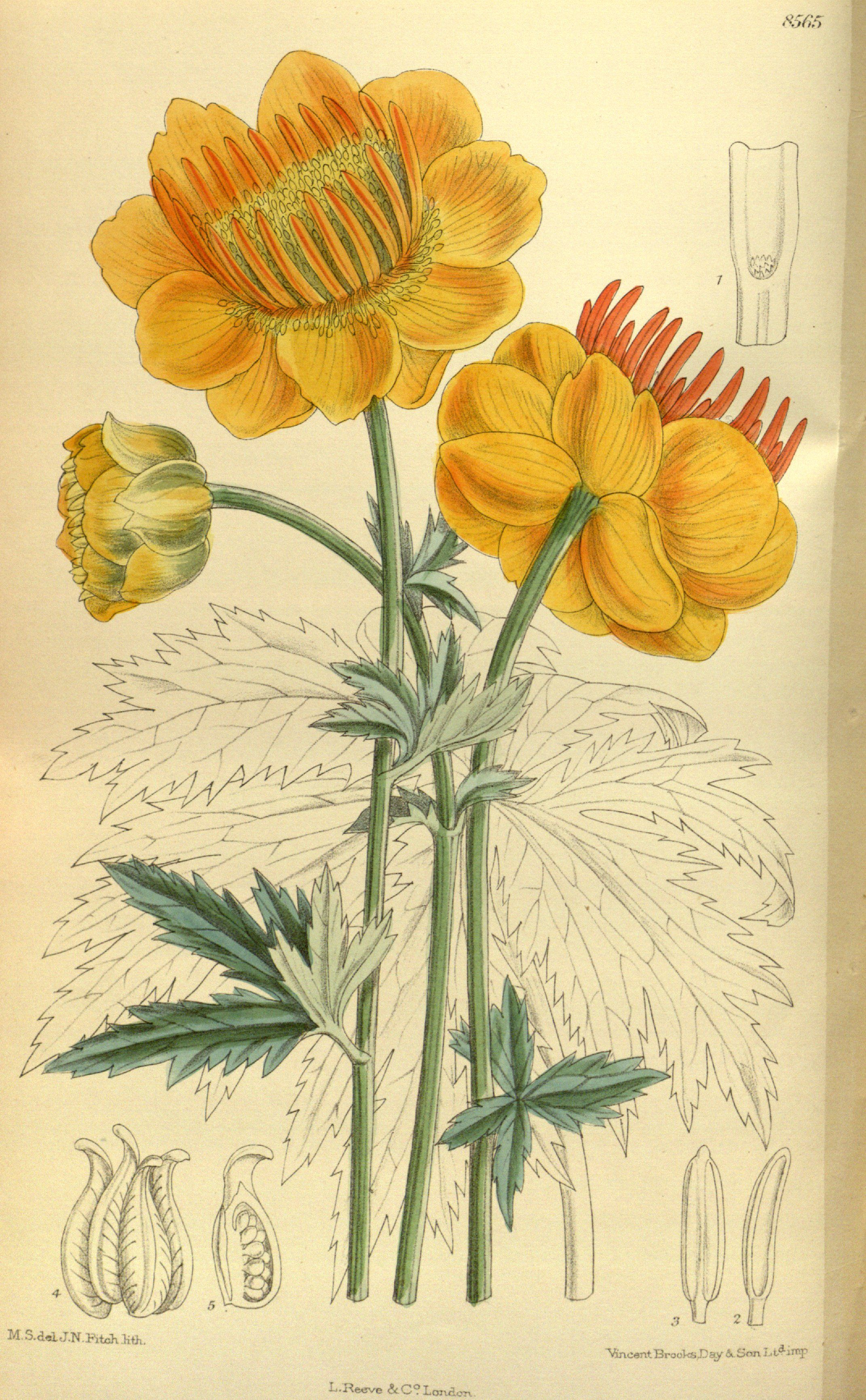
Illustration der Chinesischen Trollblume (Trollius chinensis)

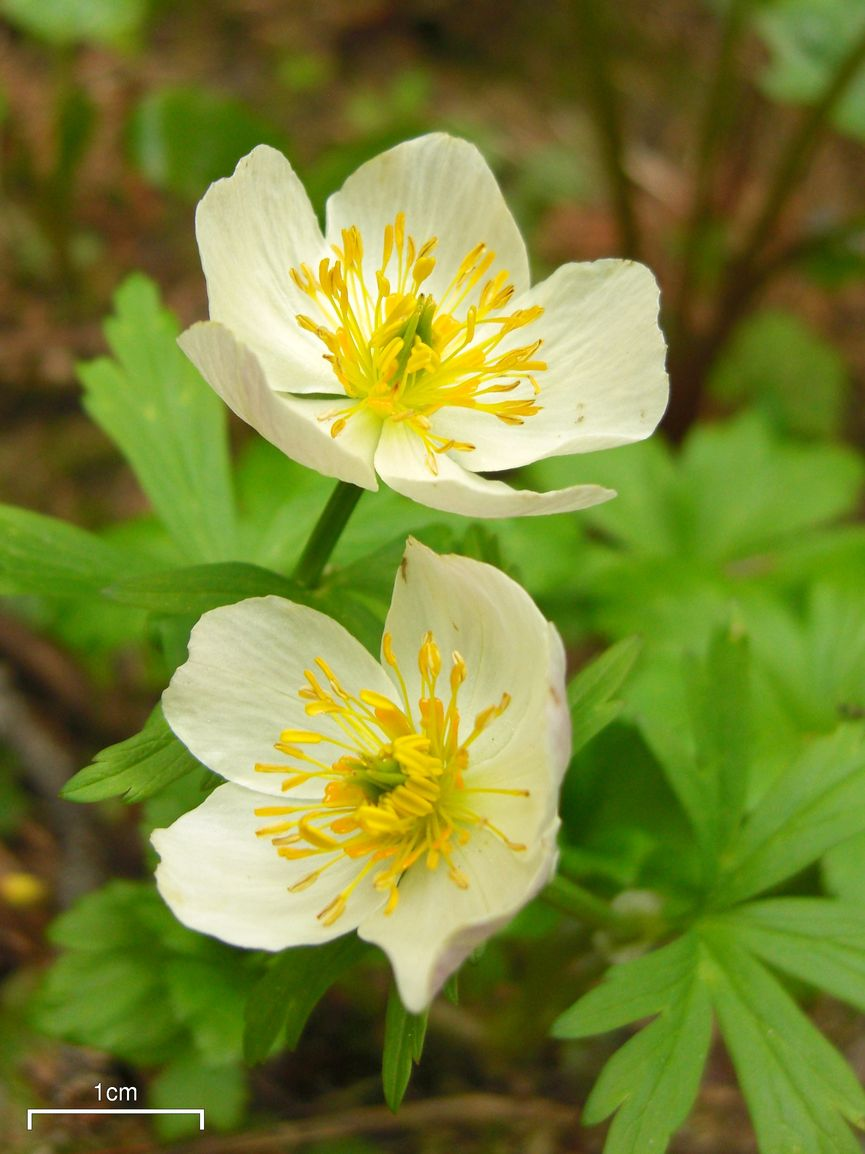
Blüten mit vielen gelben Staubblättern von Trollius albiflorus

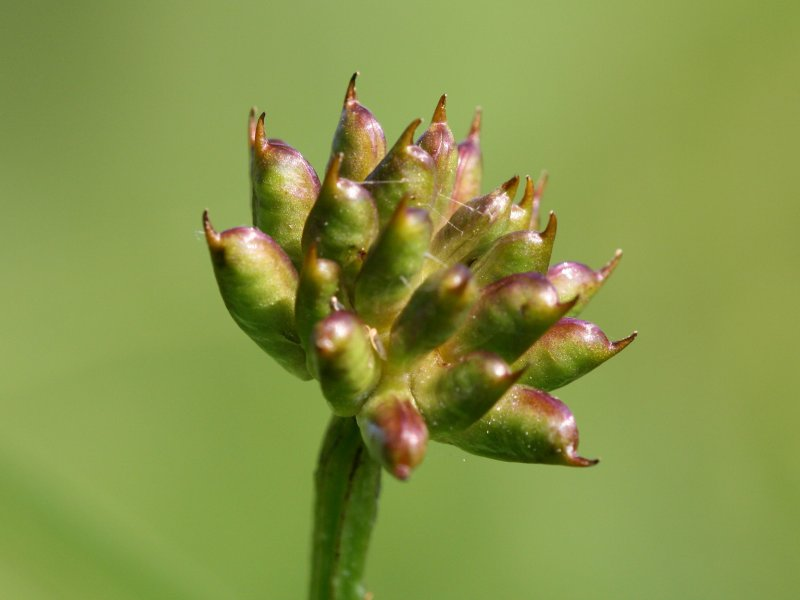
Sammelbalgfrucht aus geschnäbelten Balgfrüchten der Trollblume (Trollius europaeus)

### Vegetative Merkmale
Bei den Trollius-Arten handelt sich um ausdauernde krautige Pflanzen. Sämtliche Arten sind so gut wie kahl.
Es gibt grundständige und bei den meisten Arten auch wechselständige am Stängel verteilte Laubblätter. Die Blattstiele sind umso kürzer, je höher die Blätter am Stängel stehen. Bei den meisten Arten sind die Blätter fingerförmig in fünf bis sieben verkehrt-eiförmige, dreilappige Abschnitte geteilt, oder zumindest sehr tief fingerförmig eingeschnitten.

### Generative Merkmale
In endständigen Blütenständen stehen ein bis drei Blüten zusammen, oder einzeln auf langen Blütenstielen. Die zwittrigen Blüten sind radiärsymmetrisch. Es sind fünf bis neun, selten auch mehr Kelchblätter vorhanden, sie sind kronblattartig gefärbt, meist gelb, bei manchen Arten aber auch weißlich, orange oder rötlich, bei einer Art auch bläulich-violett. Sie sind meist breit oval oder rundlich. Bei einigen Arten sind sie so eingekrümmt, dass die gesamte Blüte eine kugelige Form hat. Bei den meisten allerdings sind sie flach. Die Kronblätter sind zwar ähnlich gefärbt wie die Kelchblätter, aber viel schmaler, meist linealisch bis schmal oval, und am Grunde kurz genagelt. Kurz über dem Grund der Kronblätter befinden sich Nektarien.
Die Sammelbalgfrüchte bestehen aus geschnäbelten Balgfrüchten.

## Standortansprüche
Die Trollius-Arten kommen in gemäßigten bis arktischen Klimagebieten vor. Sie bevorzugen offene, nasse Standorte, wie etwa Feuchtwiesen und schwere, tonige Böden.

## Systematik und Verbreitung

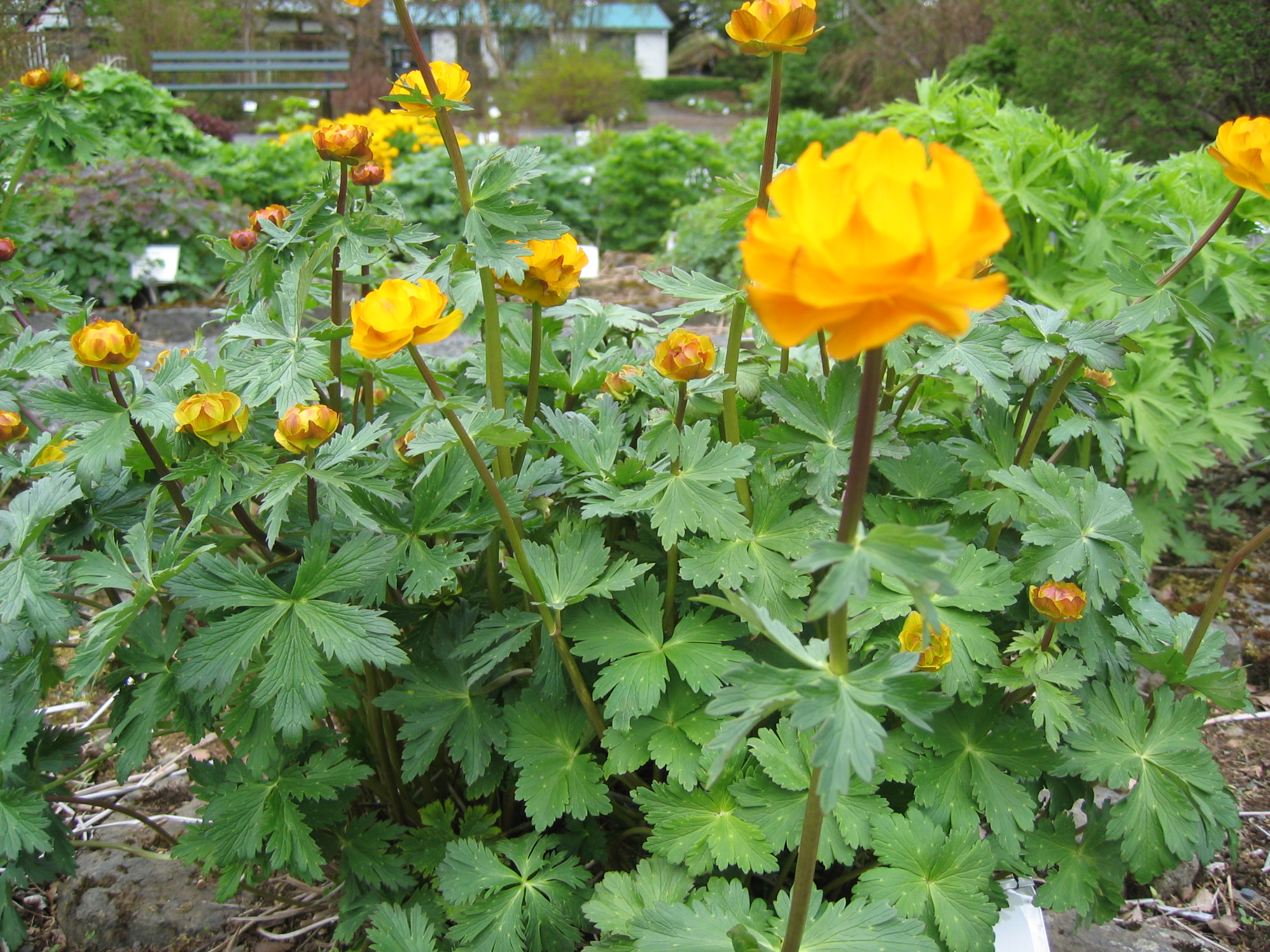
Trollius altaicus

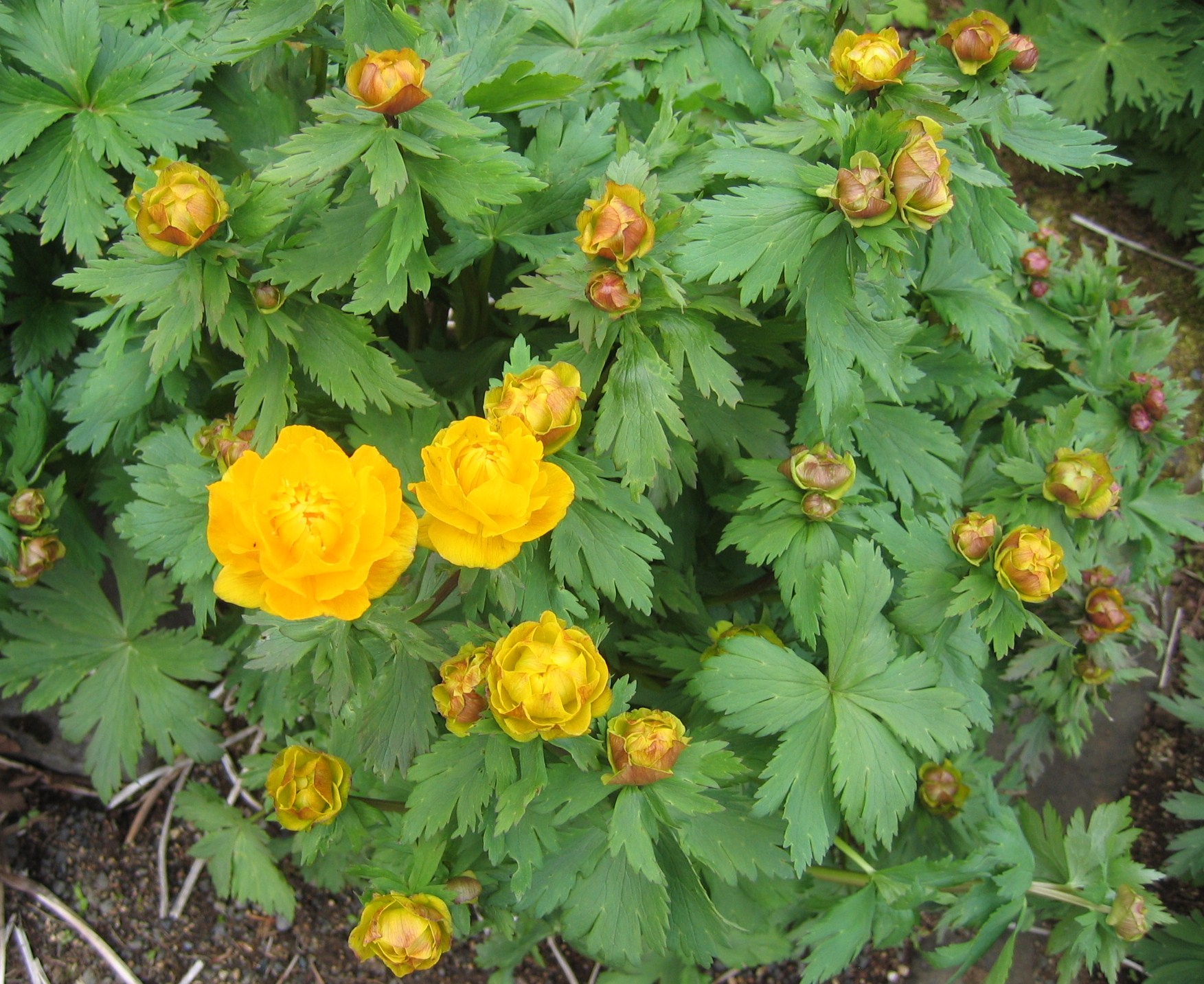
Asiatische Trollblume (Trollius asiaticus)

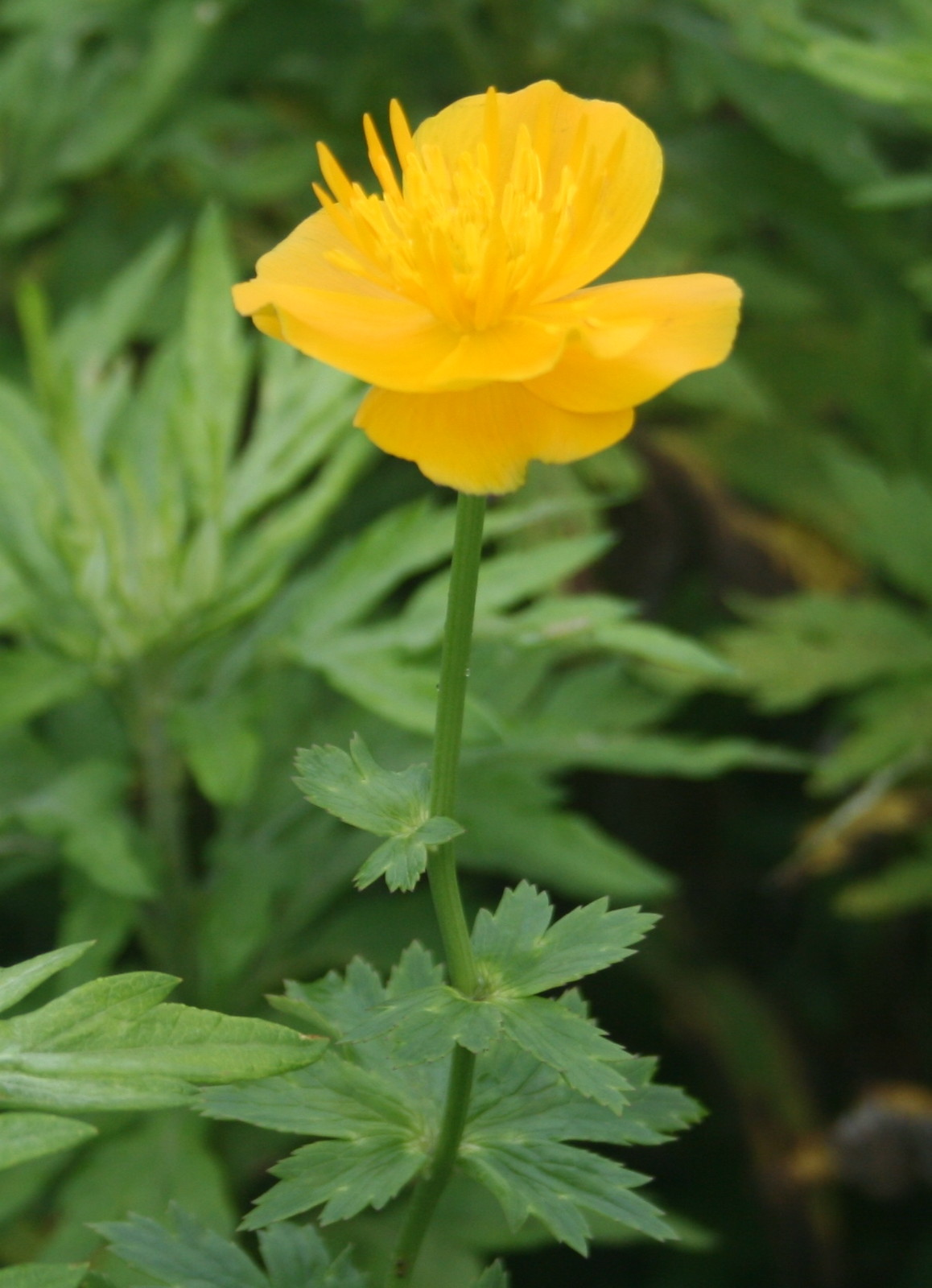
Trollius hondoensis

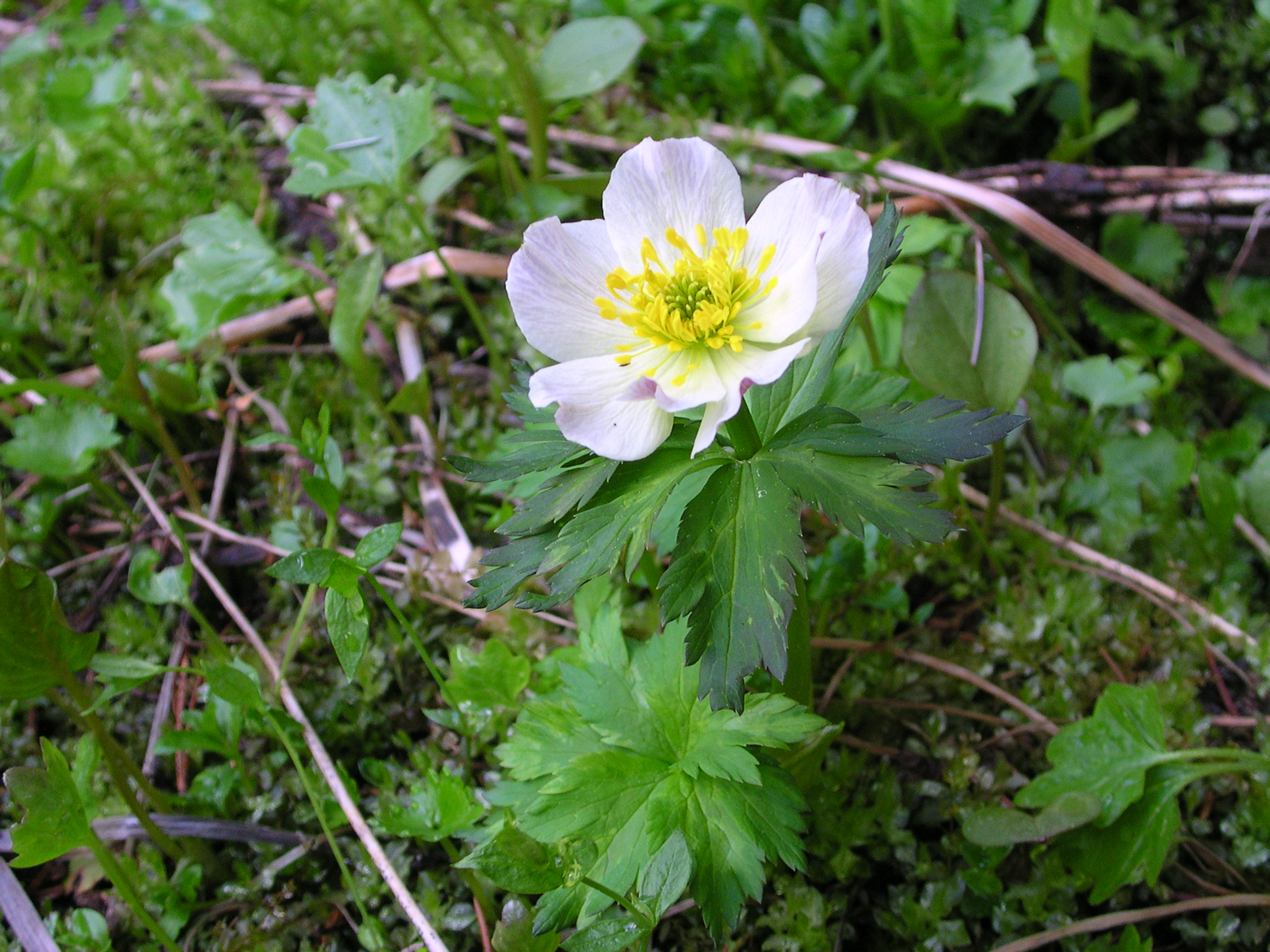
Trollius laxus

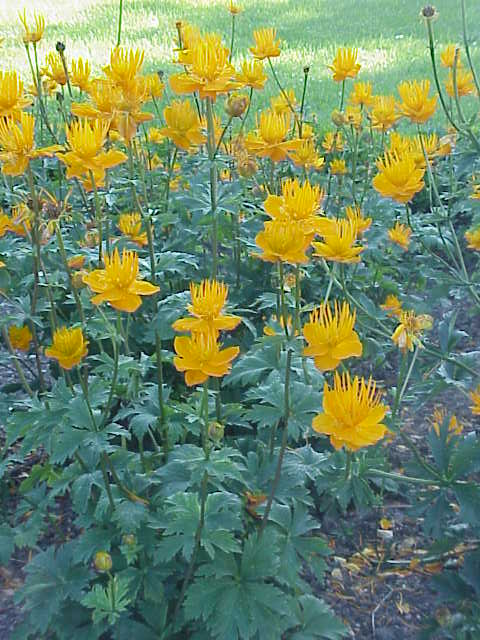
Trollius ledebourii

Die Gattung Trollius wurde durch Carl von Linné aufgestellt. Die Gattung Trollius gehört zur Tribus Adonideae in der Unterfamilie Ranunculoideae innerhalb der Familie Ranunculaceae.
Die Gattung Trollius gedeiht in den gemäßigten bis arktischen Gebieten der Nordhalbkugel in Eurasien und Nordamerika. In China gibt es 16 Arten, acht davon nur dort.
Die Gattung Trollius enthält etwa 30 Arten (Auswahl):
- Kaschmir-Trollblume[5] (Trollius acaulis Lindl.): Sie gedeiht im Himalaja von Pakistan bis zum westlichen Nepal.
- Trollius albiflorus (A.Gray) Rydb.: Sie ist in den kanadischen Provinzen Alberta sowie British Columbia und in den US-Bundesstaaten Colorado, Idaho, Montana, Utah, Washington sowie Wyoming verbreitet. Sie gedeiht in den montanen bis alpinen Höhenstufen in Höhenlagen von 1200 bis 3800 Metern.[1]
- Trollius altaicus C.A.Mey.: Sie gedeiht im Altaigebirge.
- Trollius apertus Perfil. ex Igoschina: Sie im arktischen Russland verbreitet und hat Vorkommen in Nordeuropa.[6]
- Asiatische Trollblume[5] (Trollius asiaticus L.): Sie ist in Sibirien, Zentralasien, in der Mongolei und China verbreitet. Sie fehlt in Europa.[6]
- Schmalblütige Trollblume[5] (Trollius buddae Schipcz., Syn.: Trollius stenopetalus (Regel) T.G.Egorova & Sipliv.): Sie ist im nordöstlichen Myanmar, im südlichen Gansu, im südlichen Shaanxi und im nördlichen Sichuan verbreitet.[4]
- Chinesische Trollblume[5] (Trollius chinensis Bunge): Sie ist im nordöstlichen China, Ostasien und auf der japanischen Insel Honshu. In China gedeiht sie in Hebei, im nördlichen Henan, im westlichen Jilin, im westlichen Liaoning, im östlichen Nei Mongol und in Shanxi in feuchten Bergwiesen und an alpinen Flussufern in Höhenlagen zwischen 1000 und 2000 Metern.[4]
- Trollius dschungaricus Regel: Sie ist in Kasachstan, Kirgisistan, Tadschikistan, Usbekistan und im chinesischen Xinjiang verbreitet.[4]
- Trollblume[5] (Trollius europaeus L.): Sie ist von Europa bis Westsibirien verbreitet.[7]
- Trollius farreri Stapf: Sie gedeiht in Höhenlagen von 3500 bis 4700 Metern im autonomen Gebiet Tibet und in den chinesischen Provinzen Gansu, Qinghai, Shaanxi, Sichuan sowie Yunnan.[4]
- Trollius hondoensis Nakai: Sie kommt nur auf der japanischen Insel Honshu vor.
- Trollius japonicus Miq.: Sie ist in Japan und in der chinesischen Provinz Jilin verbreitet.[4]
- Trollius laxus Salisb.: Sie gedeiht in Höhenlagen von 100 bis 500 Metern in den US-Bundesstaaten Connecticut, Delaware, New Jersey, New York, Pennsylvania sowie Ohio.[1]
- Trollius ledebourii Rchb.: Sie ist in Ostsibirien, in der Mongolei, Nordkorea und in den chinesischen Provinzen Heilongjiang sowie Liaoning verbreitet.[4]
- Trollius lilacinus Bunge: Sie kommt in Kasachstan, Kirgisistan, in der Mongolei, im westlichen Sibirien, in Usbekistan, in russisch Zentralasien und in Xinjiang vor.[4]
- Trollius macropetalus F.Schmidt: Sie ist Nordkorea, in Russlands Fernen Osten und in den chinesischen Provinzen Heilongjiang, Liaoning sowie Jilin verbreitet.[4]
- Trollius micranthus Hand.-Mazz.: Sie gedeiht in Höhenlagen von 3900 bis 4200 Metern im autonomen Gebiet Tibet und in Yunnan.[4]
- Niedrige Trollblume[5] (Trollius pumilus D.Don): Sie ist im Himalaja in Bhutan, Nepal, Sikkim, Myanmar und in den chinesischen Provinzen Gansu, Qinghai, Sichuan sowie Tibet verbreitet.[4]
- Trollius ranunculinus (Sm.) Stearn: Sie ist von der Türkei über den Kaukasusraum bis Iran verbreitet.
- Trollius ranunculoides Hemsl.: Sie gedeiht in Höhenlagen von 2900 und 4100 Metern im östlichen Tibet und in den chinesischen Provinzen südliches Gansu, östliches sowie südliches Qinghai, westliches Sichuan sowie nordwestliches Yunnan.
- Trollius riederianus Fisch. & C.A.Mey.: Sie ist von Ostasien über Japan und die Aleuten bis Alaska verbreitet. Sie gedeiht in feuchten Wiesen.[1]
- Trollius taihasenzanensis Masam.: Sie gedeiht in Höhenlagen von 3200 bis 3900 Metern nur in Taiwan.[4]
- Trollius vaginatus Hand.-Mazz.: Sie gedeiht in Höhenlagen von 300 bis 4200 Metern in den chinesischen Provinzen Yunnan sowie Sichuan.[4]
- Yunnan-Trollblume[5] (Trollius yunnanensis (Franch.) Ulbr.): Sie gedeiht auf steinigen alpinen Matten und in offenen Wäldern in Höhenlagen von 1900 bis 4250 Metern nur in Yunnan.[4]